# Armando Strozenberg
Armando Strozenberg (São Paulo, 18 de julho de 1944) é um publicitário brasileiro.

## Biografia
Nascido em São Paulo e formado em Jornalismo pela Universidade Federal do Rio de Janeiro e Pós-Graduado em Sociologia da Comunicação pela Universidade de Paris, foi criador, primeiro diretor e professor do Departamento de Comunicação do CUP (hoje UniverCidade). [carece de fontes?]
Iniciou sua carreira como repórter e atuou como redator, correspondente internacional e editor de reportagem do Jornal do Brasil.  Em 1983 criou a Agência Contemporânea e em 2008 formou com o grupo Havas a Euro RSCG, da qual é chairman da Euro RSCG Rio.
Presidiu o Capítulo Rio de Janeiro da Abap – Associação Brasileira de Agências de Publicidade, foi eleito em 2001 e reeleito em 2003 presidente da ABP – Associação Brasileira de Propaganda e integrou o Conselho Superior do Cenp – Conselho Executivo das Normas-Padrão [carece de fontes?].
É o atual Vice-Presidente nacional (2011-2013) da Abap – Associação Brasileira de Agências de Publicidade, Presidente da 3ª Câmara de Ética e membro do Conselho Superior do Conar - Conselho Nacional de Autorregulamentação Publicitária. Tem assento nos conselhos da ABP – Associação Brasileira de Propaganda, MAM RJ - Museu de Arte Moderna do Rio de Janeiro, ESPM – Escola Superior de Propaganda e Marketing, Brazil Foundation, Fundação OSB - Orquestra Sinfônica Brasileira, Instituto Light, TEDxRio e Casa do Saber Rio, da qual é um dos idealizadores, sócio e curador. [carece de fontes?]
Desde dezembro de 2011 integra o Conselho da Cidade do Rio de Janeiro.

## Prêmios
- Publicitário do Ano pela Abp em 1989 e 1999.[9]
- Indicado para o Prêmio Caboré na categoria “Empresários ou Dirigentes do Ano” em 2002. [carece de fontes?]

## Mídia e Obesidade infantil
Em entrevista concedida ao Observatório de Imprensa em 24 de julho de 2012 sobre o papel da mídia no combate à obesidade infantil, defendeu que "não podemos ser responsabilizados por eventuais problemas que um produto tenha ou não tenha" e que "não cabe a um publicitário fazer uma análise deste produto", em contraponto ao esforço liderado pelo Instituto Alana para conscientizar a sociedade brasileira sobre os impactos da mídia e do marketing no desenvolvimento infantil.